# San Juan de los Lagos
San Juan de los Lagos ist eine Stadt im nordöstlichen Teil des Bundesstaates Jalisco in Mexiko. Sie befindet sich im umgebenden gleichnamigen 874,47 km² großen Municipio San Juan de los Lagos, dessen Sitz und größter Ort sie ist. 2010 hatte die Stadt 48.684 Einwohner.

## Überblick
San Juan de los Lagos empfängt 4 Millionen Besucher pro Jahr, die kommen, um die im Stadtzentrum gelegene Kathedrale der „Maria von San Juan De los Lagos“ zu besichtigen.

## Söhne und Töchter der Stadt
- Ignacio de Alba y Hernández (1890–1978), Bischof von Colima
- María Izquierdo (1902–1955), Malerin
- Ramón Martín Huerta (1957–2005), Politiker
- Citlali Cristian (* 1995), Langstreckenläuferin

## Städtepartnerschaften
- Burgos, Spanien
- Moreno Valley, Kalifornien, USA

## Sonstiges
In der Nacht vom 15. auf den 16. September 1945 fing der Mannschaftsbus des Fußballvereins Rayados de Monterrey bei einem Unfall in dieser Ortschaft Feuer und acht seiner Spieler erlitten teilweise ernsthafte Verbrennungen, die zwei Spieler nicht überlebten. Das Unglück ereignete sich auf der Fahrt zu einem Auswärtsspiel der mexikanischen Fußballliga in der Saison 1945/46 beim in Guadalajara beheimateten Club Deportivo Oro.